# Rovinj

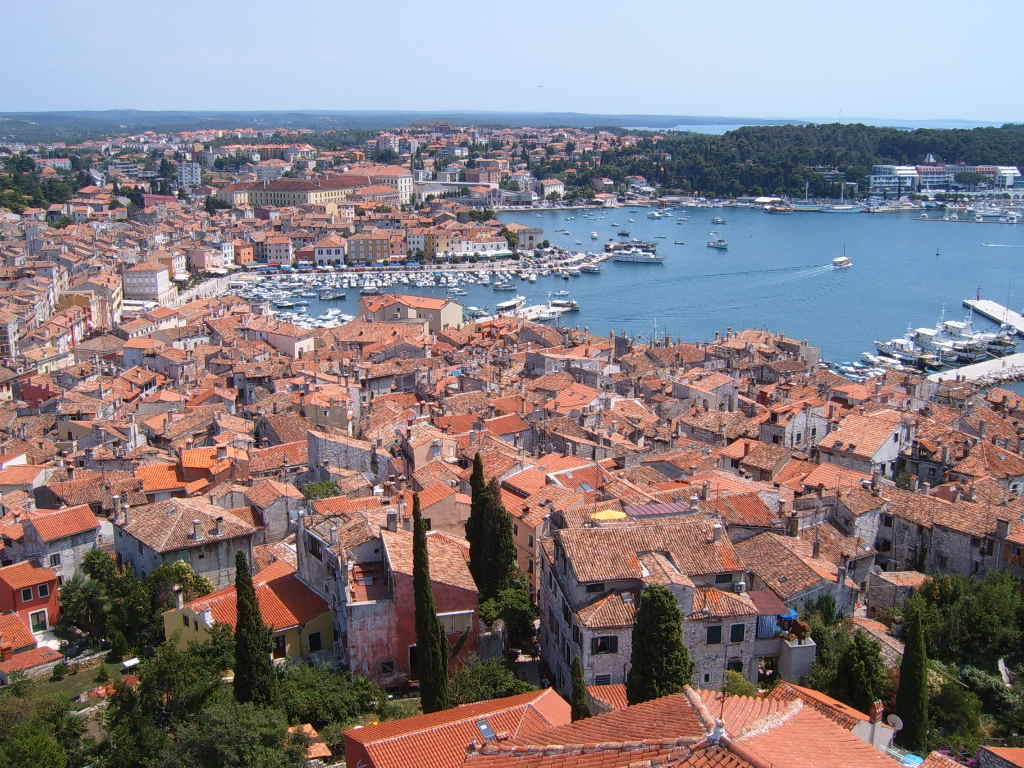
Rovinj, vista da igreja de Santa Eufêmia.

Rovinj (em italiano:  Rovigno) é uma cidade da Croácia localizada na costa oeste da península da Ístria, mar Adriático. Com uma população de 14 234 habitantes (2001), Rovinj é um centro turístico popular e um ativo porto de pesca.
Construída num esporão rochoso na costa ocidental da Ístria, Rovinj foi uma ilha antes de se ligar ao continente em 1763.

## Ligação externas
- Site Oficial da cidade de Rovinj - em croata e em italiano